# Heinrichsdorf (Aldersbach)
Heinrichsdorf ist ein Ortsteil der Gemeinde Aldersbach im niederbayerischen Landkreis Passau.

## Lage
Der Weiler liegt auf einer Anhöhe am Rand des Kollbachtales westlich von Freundorf an der Staatsstraße 2083. Östlich fließt der Sulzbach und verläuft die Staatsstraße 2108, nördlich fließt der Vilskanal.

## Geschichte
Die Gegend um Heinrichsdorf war schon lange besiedelt, wie diverse Funde belegen. Um 1135 wird ein Adelsgeschlecht der „Heinrichsdorfer“ genannt. Ab 1323 erscheinen die „Maier“ (Verwalter) des Ortes in Urkunden. Das Regensburger Frauenkloster St. Paul hatte in Heinrichsdorf einen Klosterhof.
Die kleine Kirche St. Nikolaus wurde in der zweiten Hälfte des 15. Jahrhunderts im spätgotischen Stil erbaut.
Die Kollbach verlief früher wesentlich näher am Dorf und diente als Transportweg nach Arnstorf. Aufgrund der günstigen geographischen Lage könnte eine Station für die Flößer eingerichtet gewesen sein.

## Bauwerke
In der Liste der Baudenkmäler in Aldersbach sind für Heinrichsdorf drei Baudenkmale aufgeführt.